# Jahandar Shah

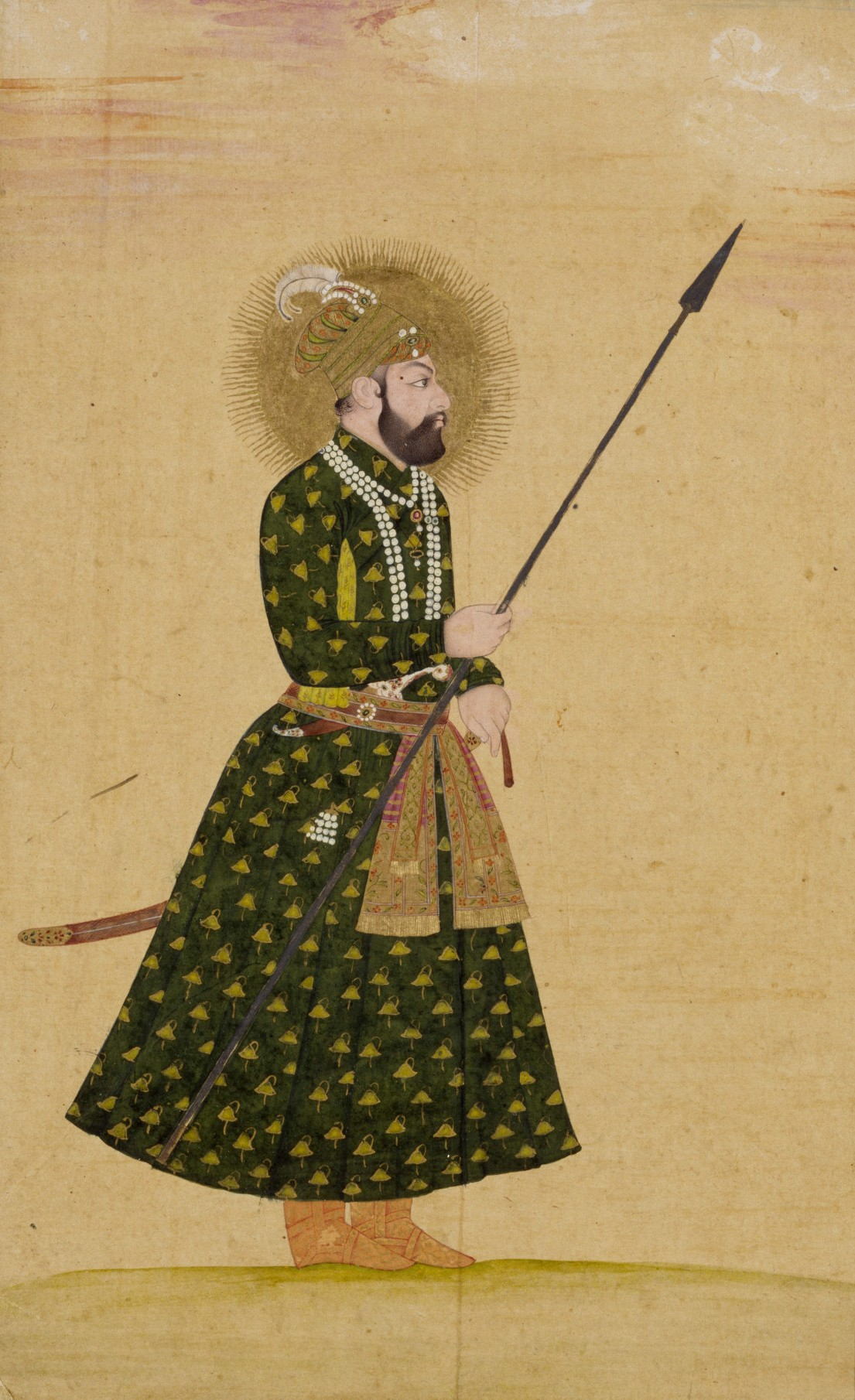
Jahandar Shah

Jahandar Shah (eigentlich Mirza Mu'izz-ud-Din Beig Mohammed Khan, geboren 9. Mai 1661 auf dem Dekkan; gestorben 11. Februar 1713 in Delhi) war in den Jahren 1712/13 elf Monate lang Großmogul von Indien.

## Leben und Wirken
Mirza Mu'izz-ud-Din Beig Mohammed Khan war der Enkel Aurangzebs (reg. 1658–1707) und der älteste Sohn von Bahadur Shah I. und seiner Frau Nizam Bai. Er war in seinen jüngeren und mittleren Jahren als Kaufmann sehr erfolgreich und war u. a. Gouverneur (subahdar) von Sindh. Er musste sich nach dem Tod seines Vaters zunächst gegen seinen Bruder Azim ush Shan durchsetzen, bevor er als Jahandar Shah am 29. März 1712 den Thron bestieg. Am 6. Januar 1713 erlitt er in einer Schlacht bei Agra eine schwere Niederlage gegen seinen durch die Marathen unterstützten Neffen Farrukh Siyar. Daraufhin floh er nach Delhi, wo er am 11. Februar 1713 ermordet wurde. Er wurde in der Gruft des Humayun-Mausoleums beigesetzt. 

## Nachfolge
Jahandar Shahs Sohn Aziz ad-Din war als Alamgir II. von 1754 bis zu seinem Tod im Jahr 1759 Großmogul.